# Wanted!!
Wanted!!（うぉんてっど）は、TBSラジオやJRN系列局で放送されていたラジオ番組。2012年10月2日放送開始。同局では後述の事情により、最終回は2013年4月21日未明（20日深夜）の放送となった。

## 概要
日替わりのパーソナリティによるトーク番組。
中高年の男性リスナーをメインターゲットとしている。

## 放送時間
- TBSラジオ：毎週火曜日、水曜日、木曜日、金曜日 20:00 - 22:00[注 1]
- ネット局：毎週火曜日、水曜日、木曜日、金曜日 20:00 - 21:00
  - これまでのこの時間帯の番組と同様に、TBSラジオがプロ野球中継を行い、ネット局がプロ野球中継を行わない場合、ネット局向け裏送りで放送が行われる[注 2]。

## レギュラー出演者

### シーズン1（2012年10月-12月）
- 火曜日
  - ビビる大木
- 水曜日
  - えのきどいちろう
  - 川瀬良子 - アシスタント
- 木曜日
  - 山口智充
- 金曜日
  - 初田啓介
  - ケチャップ - 中継担当

### シーズン2（2013年1月-3月）
- 火曜日
  - 荘口彰久 - 1月のみの担当
  - 福澤朗 - 2月のみの担当
  - 吉田明世 - 2月のみ、「吉田明世のお礼参り。」コーナー担当
  - 六角精児 - 3月のみの担当
  - 安東弘樹 - 3月のみ、アシスタント担当
- 水曜日
  - 久保田智子
- 木曜日
  - 水道橋博士
  - 山内あゆ - アシスタント
- 金曜日
  - 加藤浩次 （極楽とんぼ）- 3月22日まで
  - ケンドーコバヤシ - 同上、アシスタント
  - 加藤シルビア - 3月29日（一部ネット局裏送り）のみの担当。TBSラジオでは4月21日4:00 - 5:00（JST、同月20日深夜28時台）に遅れて放送

## ネット局
- 北海道放送
- 青森放送
- 秋田放送
- 山形放送
- 東北放送
- 新潟放送
- 信越放送
- 山梨放送
- 北日本放送
- 福井放送
- 静岡放送
- CBCラジオ
- 山陽放送
- 山陰放送
- 中国放送
- 山口放送
- 四国放送
- 南海放送
- 高知放送
- 長崎放送
- 大分放送
- 宮崎放送
- 南日本放送

## コーナー企画

### シーズン1（2012年10月 - 12月）
火曜
- 曲紹介の長いDJ大木ちゃん
- 大木ちゃんに教えてあげて
- 大木ちゃんのゴジラ松井に恋して

水曜
- 水曜トロランド
- コータリさんからの手紙
- Mr.スランプ うもれちゃん

木曜
- 俺の音
- 十万分の一

金曜
- ソレ調べてみました
- マニアック万歳
- マニ偏UPプロジェクト

### シーズン2（2013年1月- 3月）
火曜
- 荘口ニュース（1月）
- 同じ歳だよ荘口ちゃん（1月）
- アキラの小部屋（2月）
- 吉田明世のお礼参り。（2月）
- 福澤ことばラボ（2月）

水曜
- 週刊Nスタだより
- ハロー・ボンジュール・ジャンボ

金曜
- 熟した感想文